# Neoplocaederus punctipennis
Neoplocaederus punctipennis es una especie de escarabajo longicornio del género Neoplocaederus, tribu Cerambycini, subfamilia Cerambycinae. Fue descrita científicamente por Müller en 1942.

## Descripción
Mide 20-23 milímetros de longitud.

## Distribución
Se distribuye por Etiopía y Somalia.